# Trivolzio
Trivolzio är en ort och kommun i provinsen Pavia i regionen Lombardiet i Italien. Kommunen hade 2 288 invånare (2018).